# Aneta Kręglicka
Aneta Beata Kręglicka (* 23. März 1965 in Stettin) ist die erste Polin, die je zur Miss World gekürt wurde.
Bei diesem Schönheitswettbewerb hat sie am 22. November 1989 in Hongkong gewonnen. Bereits vorher hatte sie mehrere Auszeichnungen gewonnen, wie z. B. den Titel Miss Polonia und den zweiten Platz bei Miss International in Tokio im Jahre 1989.
Sie studierte Betriebswirtschaft an der Universität Danzig. Nach dem Titelgewinn Miss World 1989 eröffnete sie ihren eigenen Public-Relations-Betrieb. Sie ist verheiratet mit dem polnischen Regisseur Maciej Żak.